# Valerio Vatteroni
Valerio Vatteroni (Pisa, 10 aprile 1942 – Livorno, 18 marzo 2023) è stato un cestista italiano.

## Biografia
Militò in varie squadre: nella Libertas Livorno, nella Pallacanestro Varese (con la quale vinse lo scudetto 1963-1964), nella Mens Sana Siena e nella Pallacanestro Milano sponsorizzata All'Onestà.
In Nazionale disputò 9 partite, tutte all'Europeo del 1963; mise a referto 66 punti complessivi.
Con la Nazionale militare fu campione del mondo nell'edizione 1966 a Damasco e vice-campione nel 1967 a Baghdad.
Era zio del tennista Filippo Volandri.

## Palmarès
- Campionato italiano: 1

Pall. Varese: 1963-64